# キャメロンのフェアファクス卿
キャメロンのフェアファクス卿（英語: Lord Fairfax of Cameron）は、スコットランド貴族のロード・オブ・パーラメント。イングランド下院議員だったトマス・フェアファクスが1627年に叙されたのに始まる。

## 歴史
キャメロンのフェアファクス卿フェアファクス家は古くからイングランド・ヨークシャーで暮らした一族であり、ホームズのフェアファクス準男爵家は分流にあたる。1515年から1700年頃にかけてデントン・ホールで暮らした。
エリザベス1世女王時代にスコットランド王ジェームズ6世への使節団の代表や、ヨークシャー選出の下院議員を務めたトマス・フェアファクス(1560–1640)は、ジェームズ6世がイングランド王ジェームズ1世に即位した後の1627年10月18日にスコットランド貴族爵位キャメロンのフェアファクス卿（Lord Fairfax of Cameron）に叙された。
その息子である2代卿ファーディナンド・フェアファクス(1584–1648)と、更にその息子である3代卿トマス・フェアファクス(1612–1671)は、清教徒革命の際に議会軍の司令官として活躍した事で知られる。
女子しかなかった3代卿の死後、初代に遡っての分流であるヘンリー・フェアファクス(1631–1688)が4代卿を継承した。彼とその息子である5代卿トマス・フェアファクス(1657–1710)はヨークシャー選出のトーリー党の下院議員を務めた。
5代卿の息子である6代卿トマス・フェアファクス(1692–1781)は、1745年に母方の祖父にあたる第2代コルペパー男爵トマス・コルペパーがアメリカ植民地ヴァージニア北部に所有していた500万エーカーを超える所領の相続人であることを確認された。この土地はフェアファクス所領(Fairfax Property)と呼ばれ、北米植民地における最大の封建的領地として知られたが、アメリカ独立革命の流れの中で封建的領地が問題視されるようになり、6代フェアファクス卿の死の翌年1781年にはヴァージニア議会により免役地代(Quitrent)が没収され、ついで1785年には領主的諸権利も廃止された。さらに1796年には現にフェアファクス家が使用している土地を除いてすべてのフェアファクス所領がヴァージニア州によって没収されるに至った。
6代卿の弟で7代卿を継承したロバート・フェアファクス(1707–1793)の死後、卿位の保持者が不明になったが、1800年5月6日に4代卿に遡っての分流であるブライアン・フェアファクス(1736–1802)が8代卿を継承していたことが貴族院によって確認されている。
しかしその子孫たちは独立後のアメリカでアメリカ市民として暮らし続けたので、その称号は数代にわたって忘れ去られた。
下って1908年11月17日、8代卿の玄孫にあたるアルバート・フェアファクス(1870–1939)がイギリス臣民に帰化した際に彼が12代フェアファクス卿であることが貴族院において確認された。彼は1917年にスコットランド貴族の貴族代表議員に選出されている。
その息子である13代卿トマス・フェアファクス(1923–1964)も1945年からスコットランド貴族の貴族代表議員を務め、1954年から1957年にかけては侍従たる議員(貴族院与党院内幹事)を務めた。
2018年現在の当主は13代卿の息子である14代卿ニコラス・フェアファクス(1956-)である。

紋章に刻まれる家訓は、家名の「フェアファクス」に因んだカンティング・モットー『有言実行(Fare fac)』。

## キャメロンのフェアファクス卿 (1627年)
- 初代フェアファクス卿トマス・フェアファクス（英語版） (Thomas Fairfax, 1560–1640)
- 2代フェアファクス卿ファーディナンド・フェアファクス (Ferdinando Fairfax, 1584–1648)
- 3代フェアファクス卿トマス・フェアファクス (Thomas Fairfax, 1612–1671)
- 4代フェアファクス卿ヘンリー・フェアファクス（英語版） (Henry Fairfax, 1631–1688)
- 5代フェアファクス卿トマス・フェアファクス（英語版） (Thomas Fairfax, 1657–1710)
- 6代フェアファクス卿トマス・フェアファクス（英語版） (Thomas Fairfax, 1692–1781)
- 7代フェアファクス卿ロバート・フェアファクス（英語版） (Robert Fairfax, 1707–1793)
- 8代フェアファクス卿ブライアン・フェアファクス（英語版） (Bryan Fairfax, 1736–1802)
- 9代フェアファクス卿(デ・ジュリ)トマス・フェアファクス（英語版） (Thomas Fairfax, 1762–1846)
- 10代フェアファクス卿(デ・ジュリ)チャールズ・スノーデン・フェアファクス（英語版） (Charles Snowden Fairfax, 1829–1869)
- 11代フェアファクス卿(デ・ジュリ)ジョン・コンティー・フェアファクス（英語版） (John Contee Fairfax, 1830–1900)
- 12代フェアファクス卿アルバート・カービー・フェアファクス（英語版） (Albert Kirby Fairfax, 1870–1939)
- 13代フェアファクス卿トマス・ブライアン・マッケルヴィー・フェアファクス（英語版） (Thomas Brian McKelvie Fairfax, 1923–1964)
- 14代フェアファクス卿ニコラス・ジョン・アルバート・フェアファクス（英語版） (Nicholas John Albert Fairfax, 1956-)
  - 法定推定相続人は現当主の長男エドワード・ニコラス・トマス・フェアファクス閣下(the Hon.Edward Nicholas Thomas Fairfax,1984-)